# استاربوی (آلبوم)
استاربوی (به انگلیسی: Starboy) سومین آلبوم استودیویی از خواننده کانادایی د ویکند است. این آلبوم در ۲۵ نوامبر ۲۰۱۶ ازطریق ایکس‌او و ریپابلیک رکوردز منتشر شد. آلبوم با همکاری هنرمندان مهمان دفت پانک، لانا دل ری، کندریک لامار و فیوچر تهیه شده‌است. استاربوی به‌طور کلی نظرت مثبتی را ازطرف منتقدان دریافت کرد و با ۳۴۸٬۰۰۰ واحد معادل ۲۰۹٬۰۰۰ نسخه خالص از فروش، در رتبه اول بیلبورد ۲۰۰ ایالات متحده قرار گرفت.

## فهرست قطعه
| شماره | عنوان                                      | مدت زمان       |
| ----- | ------------------------------------------ | -------------- |
| 1.    | پسرستاره (همکاری با دفت پانک)              | 3:50           |
| 2.    | مهمانی هیولاها                             | 4:09           |
| 3.    | آژیر اشتباه                                | 3:40           |
| 4.    | یادآور                                     | 3:39           |
| 5.    | سنگی                                       | 3:53           |
| 6.    | رازها                                      | 4:26           |
| 7.    | رنگ های واقعی                              | 3:26           |
| 8.    | دخترستاره ای (همکاری با لانا دل ری)        | 1:52           |
| 9.    | پیاده رو ها (همکاری با کندریک لامار)       | 3:51           |
| 10.   | شش فوت پایین تر                            | 3:58           |
| 11    | عاشق خوابیدن                               | 3:43           |
| 12.   | یک شب تنهایی                               | 3:40           |
| 13.   | توجه                                       | 3:18           |
| 14    | زندگی معمولی                               | 3:42           |
| 15.   | هیچ چیز بدون تو                            | 3:19           |
| 16.   | همه چیزی که میدونم (همکاری با فیوچر)       | 5:21           |
| 17.   | میمیرم برای تو                             | 4:20           |
| 18.   | احساس میکنم داره میاد (همکاری با دفت پانک) | 4:29           |
|       |                                            | مجموع: 1:08:40 |